# Atractus mariselae
Atractus mariselae — вид змій родини полозових (Colubridae). Ендемік Венесуели.

## Поширення і екологія
Atractus mariselae мешкають в горах Кордильєра-де-Мерида на півдні штату Трухільйо, переважно в муніципалітеті Боконо, зокрема в Національному парку Гуарамакал. Вони живуть у вологих гірських тропічних лісах, в садах і на кавових плантаціях. Зустрічаються на висоті від 1200 до 1800 м над рівнем моря.